# تروش، آلبانی
تروش، آلبانی (به لاتین: Trush, Albania) یک منطقهٔ مسکونی در آلبانی است که در شهرستان شکودر واقع شده‌است.